# Adrian Negulescu
Adrian Negulescu (ur. 10 czerwca 1961) – rumuński szachista, mistrz międzynarodowy od 1981 roku.

## Kariera szachowa
Na przełomie 1979 i 1980 r. zdobył w Groningen brązowy medal mistrzostw Europy juniorów do 20 lat (zwyciężyli wówczas Aleksander Czernin przed Zurabem Azmaiparaszwilim). Był również uczestnikiem mistrzostw świata juniorów, w latach 1977 (do 16 lat), 1979 (do 18 lat) i 1980 (do 20 lat), najlepszy wynik w tych rozgrywkach osiągając w 1980 r. w Dortmundzie (MŚ do 20 lat), gdzie zajął IV miejsce (za Garrim Kasparowem, Nigelem Shortem i Ivanem Moroviciem Fernandezem). Wielokrotnie startował w finałach indywidualnych mistrzostw Rumunii, zdobywając dwa medale: złoty (1986) oraz srebrny (1988). W 1989 r. wystąpił w reprezentacji kraju na rozegranych w Hajfie drużynowych mistrzostwach Europy, na których rumuńscy szachiści zajęli VI miejsce. Dwukrotnie (1982, 1994) wystąpił w drużynowych mistrzostwach krajów bałkańskich, w 1982 r. w Płowdiwie zdobywając brązowy medal. W 1998 r. podzielił II m. (za Władysławem Niewiedniczym, wspólnie z Danielem Moldovanem) w kołowym turnieju w Braszowie.
Najwyższy ranking w karierze osiągnął 1 lipca 2000 r., z wynikiem 2510 punktów zajmował wówczas 7. miejsce wśród rumuńskich szachistów.